# Pittsburgh Six
Die Pittsburgh Six waren sechs verurteilte Strafgefangene, denen im Januar 1997 die Flucht aus einem Hochsicherheitsgefängnis in Pittsburgh, Pennsylvania, USA gelang.

## Ausbruch
Am 8. Januar 1997 gelang sechs Häftlingen die Flucht aus der Correctional Institution at Pittsburgh. Es war der größte Ausbruch aus einem Gefängnis in Pennsylvania seit einem Jahrzehnt. Als Ideengeber des Ausbruchs und Anführer der Flüchtigen galt der wegen mehrfachen gemeinschaftlichen Raubes und eines versuchten Ausbruchs zu 10 bis 24 Jahren verurteilte Nuno Pontes. Pontes hatte erfahren, dass es unter dem Versorgungsblock, in dem er arbeitete, einen niedrigen Keller gab. Der Zugang befand sich direkt neben seinem Arbeitsplatz, war aber durch ein Vorhängeschloss gesichert. Pontes wollte sich einen Tunnel vom Keller und unter der Gefängnismauer hindurch bis in ein Lagergebäude außerhalb graben.
Für diese Flucht suchte er sich fünf Mithäftlinge mit speziellen Kenntnissen und Fertigkeiten. Der wegen Totschlags zu lebenslanger Freiheitsstrafe verurteilte Carmen Keller lieferte die Sicherheitspässe und konnte sich aufgrund dieser Tätigkeit verhältnismäßig frei in der Haftanstalt bewegen. Der wegen Mordes ebenfalls zu lebenslanger Haft verurteilte George Conard arbeitete in der Werkstatt und konnte Metall besorgen. Der Dieb und Räuber Andrew Heim konnte Fahrzeuge aufbrechen und kurzschließen. Der Räuber Kevin Billingsley war Bergarbeiter und konnte Schlüssel feilen. Zusammen mit Pontes Freund Thomas Berkelbaugh bildeten sie die „Pittsburgh Six“.
Nuno Pontes gelang es mittels eines Getränkebechers, einen Polystyrol-Abdruck vom Schlüssel des Vorhängeschlosses anzufertigen, während ein Wärter abgelenkt war. Billingsley fertige daraus einen Nachschlüssel. Von nun an hatten sie Zutritt zum Kellerbereich und gruben in wochenlanger Arbeit mit gestohlenen Werkzeugen einen 15 Fuß (4,57 m) tiefen und 40 Fuß (12,19 m) langen Tunnel. Die Betondecke des Lagergebäudes durchbrachen sie mithilfe einer Bohrmaschine. Vom Lager aus gelangten sie anschließend in die Freiheit.

## Flucht
Zwei Tage nach dem Ausbruch fand die Polizei den Fluchtwagen der Häftlinge, einen 1989er Pontiac Bonneville. Die Ausbrecher waren inzwischen mit einem gestohlenen Van unterwegs und erreichten Oklahoma, von wo aus sie einen Bekannten um Papiere für die weitere Flucht nach Mexiko baten. Am dritten Tag checkten sie in einem Motel in Pasadena, Texas, ein und warteten dort auf die gefälschten Papiere. Durch ihre Kontakte hatten sie inzwischen Geld und Waffen erlangt. Um die Zeit totzuschlagen, konsumierten sie Alkohol und Crystal Meth.

## Verhaftungen
Am 14. Januar alarmierten Passanten einen Rettungswagen, nachdem sie einen Mann an einer Bushaltestelle in Houston antrafen, der am Boden lag und Selbstgespräche führte. Im Krankenhaus wurde dieser Mann als Thomas Berkelbaugh identifiziert, der an einer Überdosis Crystal Meth litt. Im anschließenden Verhör redete er wirr und wusste nicht mehr, wie er zu der Bushaltestelle gekommen war.
Am 16. Januar fuhren Pontes und Carmen Keller auf einer Nebenstraße bei Anahuac, Texas, um etwas einzukaufen, als sie von einem Streifenwagen verfolgt und zum Anhalten aufgefordert wurden. Keller, der am Steuer saß, beschleunigte jedoch und versuchte zu fliehen, kam aber von der Straße ab und wurde festgenommen. Pontes konnte zu Fuß entkommen und gelang zurück ins Motel. Später stellte sich heraus, dass der Polizist die beiden nur anhalten wollte, weil sie nicht angeschnallt waren.
Carmen Keller verriet im Verhör den Aufenthaltsort des Verbindungsmanns, der den Geflüchteten die gefälschten Papiere besorgen sollte. Dieser wurde anschließend observiert und bis zum Motel in Pasadena verfolgt. Dort gelang den Beamten am 20. Januar 1997 die Festnahme von Nuno Pontes, George Conard, Andrew Heim und Leslie Billingsley.
Alle Flüchtigen wurden wegen Flucht aus dem Gefängnis und krimineller Verschwörung verurteilt. Der Ausbruch wurde zu einer Folge für die Serie Prison Breaks: Die wahren Geschichten – Die Pittsburgh Six verarbeitet.